# Laguna La Loca
La laguna La Loca se encuentra ubicada en el centro-norte del Departamento Vera, provincia de Santa Fe. La localidad más cercana es Colmena, a unos 15 kilómetros al oeste por la ruta provincial 83. También se puede acceder por Fortín Olmos, a través de la Ruta Provincial 42, a una distancia de 50 kilómetros hacia el nordeste.
Pertenece al sistema de lagunas de los arroyos Golondrina-Calchaquí, con una superficie aproximada de unas 3000 hectáreas, formando parte de la Reserva Provincial La Loca creada el 29 de marzo de 1968 por la Ley provincial 6404/68.

## Superficie
Posee una superficie aproximada de 2169 ha.
Actualmente se encuentra en estado de semiabandono.